# Rut (biblisk person)

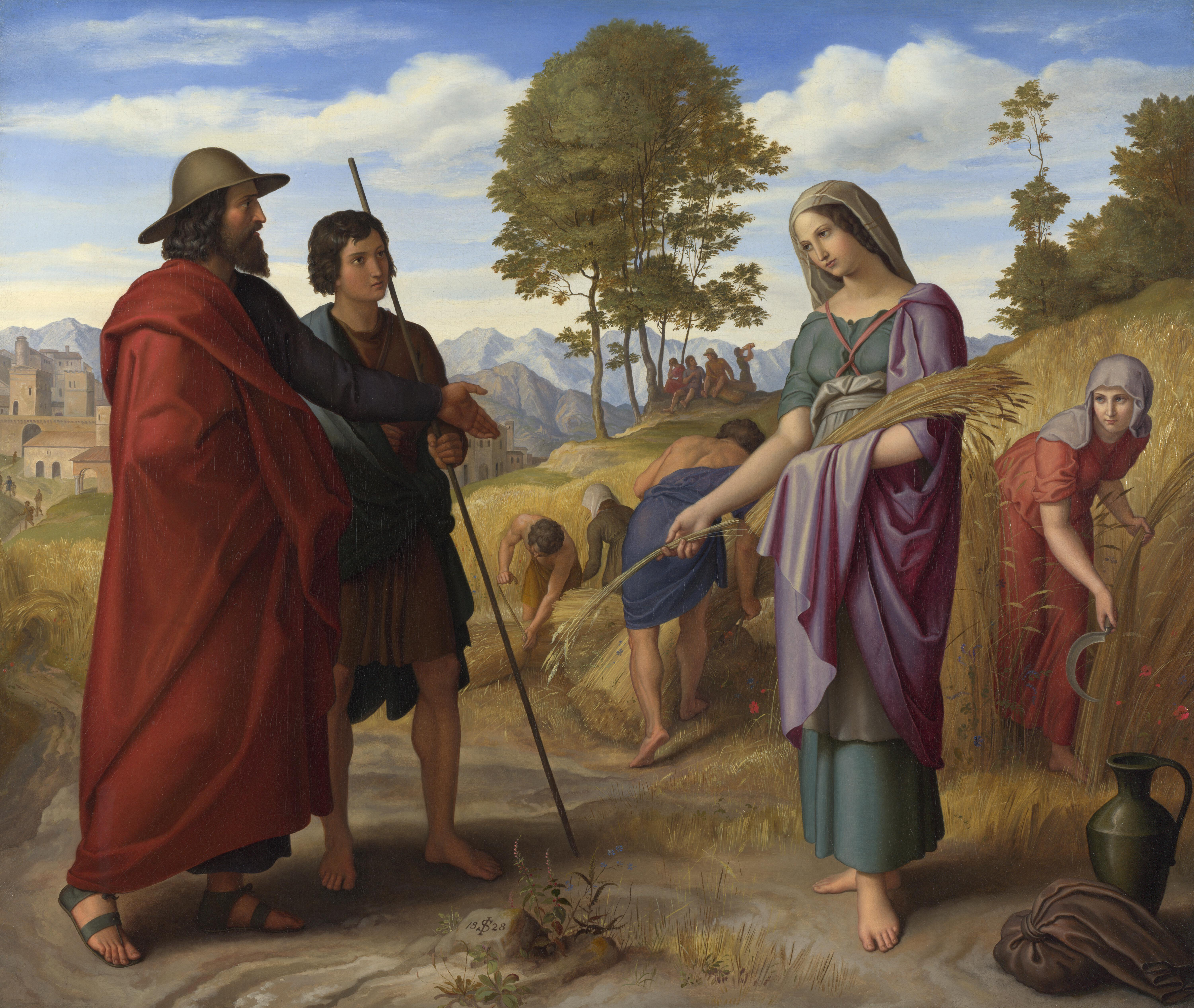
Rut och Boaz

Rut var en kvinna i Gamla testamentet, gift med Boas och anmoder till kung David. Hon är den person som Ruts bok är uppkallad efter. 
Hon var en kvinna från Moab som gifte sig med en man från Israel, Mahlon. Sedan alla manliga medlemmar av hennes familj (hennes make, svärfar och svåger) dött, flyttade hon till Juda rike med sin svärmor Naomi. I Juda förälskade sig den förmögna Boas i henne på grund av hennes godhet, och gifte sig med henne. Hon blev genom detta äktenskap mor till Obed och farfarsmor till kung David. 
Hon är en av fem kvinnor ur Jesus genealogi som nämns i Matteusevangeliet, vid sidan av Tamar, Rahab, Batseba och Maria.